# The Tracey Ullman Show
O The Tracey Ullman Show foi um programa que foi transmitido na televisão americana e terminou em maio de 1990.
Durante o período de 1987 até 1990, alguns curtas de The Simpsons foram exibidos no show com cerca de 2 minutos cada. No total foram 3 anos de curtas, gerando 3 "temporadas" com 48 episódios divididos neste período. Cada vinheta demorava quatro semanas para ficar pronta. Hoje, são 24 mil desenhos com 8 meses de trabalho gastando US$ 1 milhão.
Algumas pessoas envolvidas no The Tracey Ullman Show acabaram mais tarde se juntando ao elenco de dublagem de "Os Simpsons", como Julie Kavner (que faz a voz original de Marge) e Dan Castellaneta (dublador de Homer). O programa durava cerca de meia hora, e as vinhetas dos Simpsons entravam entre trocas de cenas e quadros. As três Temporadas foram legendadas para o português.